# 英子内親王
英子内親王（えいし（ひでこ/はなこ）ないしんのう）は、平安時代中期の皇族。伊勢斎宮。醍醐天皇の第16皇女で、母は更衣・藤原淑姫（参議・藤原菅根の女）。朱雀天皇、村上天皇らの異母姉で、同母兄弟に長明親王、兼明親王、源自明がいた。
延長8年（930年）9月29日、章明親王、靖子内親王と共に、10歳で内親王宣下を受ける。天慶元年（938年）8月27日、西三条第にて裳着を行う。天慶9年（946年）5月27日、村上天皇の即位により斎宮に卜定されたが、群行しないまま同年に薨じた。享年26。